# Gura Văii, Bacău
Gura Văii là một xã thuộc hạt Bacău, România. Dân số thời điểm năm 2002 là 6152 người.